# Centrum (Israël)
Het district Centrum (Hebreeuws: מחוז המרכז, Meḥoz haMerkaz) is een van de zes districten waarin Israël is verdeeld. Het district ligt in de regio Sharon. De hoofdstad is Ramla. Het district heeft 2.115.800 inwoners.
Van de bevolking is 88% Joods, 8% Arabisch en 4% anders. De grootste stad is Rishon LeZion. Het district heeft een jaarlijkse bevolkingsgroei van 2,3%.

## Steden
- El'ad אלעד
- Giwat Sjmoeël גִּבְעַת שְׁמוּאֵל
- Hod Hasjaron הוד השרון
- Kafr Qasim כַּפְר קָאסִם
- Kefar Sava כפר סבא
- Lod לוד
- Modi'in-Maccabim-Re'ut מודיעין-מכבים-רעות
- Nes Tzijona נס ציונה
- Netanja נתניה
- Petach Tikwa פתח תקווה
- Qalansawe קלנסווה
- Ra'annana רעננה
- Ramla רמלה
- Rehovot רחובות
- Rishon LeZion ראשון לציון
- Rosj Haäjin ראש העין
- Taibe טייבה
- Tira טירה
- Javne יבנה
- Jehud-Monosson יהוד-מונוסון

## Gemeenten
- Beër Jaäkow
- Beit Dagan
- Bnei Aisch
- Eljachin
- Ewen Jehuda
- Gan Jawne
- Ganei Tikwa
- Gedera
- Jaljulija
- Kfar Bara
- Kfar Jona
- Kochaw Ja'ir
- Mazkeret Batja
- Pardesija
- Kirjat Ekron
- Ramot haSjawim
- Sawjon
- Sjoham
- Tel Mond
- Tzoran-Kadima
- Zemer

## Regionale raden
- Regionale raad van Brenner
- Regionale raad van Drom HaSharon
- Regionale raad van Gan Raveh
- Regionale raad van Gederot
- Regionale raad van Gezer
- Regionale raad van Hefervallei
- Regionale raad van Hevel Modi'in
- Regionale raad van Hevel Yavne
- Regionale raad van Hof HaSharon
- Regionale raad van Lev HaSharon
- Regionale raad van de Lodvallei
- Regionale raad van Nahal Sorek

Noord · Haifa · Centrum · Tel Aviv · Jeruzalem · Zuid · 
Judea en Samaria (informeel)